# 김의용
김의용(金義鎔, 1888년~?)은 대한제국과 일제강점기의 관료이다.
출신지는 경상북도 풍기군이다. 대한제국 정부가 관립으로 운영하던 수원농림학교를 1906년 졸업하고 농상공부 삼림과 소속으로 평양수묘양성소에서 근무한 것을 시작으로 관계에 들어섰다. 1908년에는 기수로 승진하여 재직하던 중, 1910년 한일 병합 조약 체결로 소속이 조선총독부로 바뀌었다.
1912년에는 군서기로 임명되어 경상남도 안의군에 발령받았다. 이후 거창군, 사천군과 김해군 등 경남 지역에서 계속 근무했다. 1928년에 경상남도 함양군 군수로 발탁되면서 총독부 군수로 승진했다. 이후 밀양군과 김해군 군수를 차례로 역임했다.
김해군수로 재직 중이던 1935년에 총독부가 편찬한 《조선공로자명감》에 실린 조선인 공로자 353명 중 한 명이다. 총독부가 시정 25주년을 기해 표창한 표창자 명단에도 들어 있으며, 일본 정부로부터 훈6등 서보장을 수여받아 1937년을 기준으로 종6위 훈6등에 서위되어 있었다.
2008년 발표된 민족문제연구소의 친일인명사전 수록예정자 명단의 관료 부문에 선정되었다.